# Kolakchal
 (avril 2018).
Si vous disposez d'ouvrages ou d'articles de référence ou si vous connaissez des sites web de qualité traitant du thème abordé ici, merci de compléter l'article en donnant les références utiles à sa vérifiabilité et en les liant à la section « Notes et références ».
Le Kolakchal (en persan کُلَک‌چال) est un sommet montagneux appartenant au massif de l'Elbourz, dans le Nord de l'Iran. Il fait partie de la barrière rocheuse formant la limite nord de la ville de Téhéran.
Le sommet est composé de deux pics, reliés par un col d'environ 300 m de large. Le pic principal, à l'est, culmine à 3 350 m, tandis que le pic secondaire occidental s'élève à 3 330 m d'altitude. Les deux cimes sont marquées par une plaque indicatrice, ainsi que des panneaux directionnels.
Le Kolakchal peut être grimpé sans matériel d'alpinisme d'avril à novembre, malgré quelques névés persistants en début de saison. L'approche sud depuis le parc Jamshidieh est la plus courante. Du parc Jamshidieh au camp des montagnards (2 600 m), compter 2-3 heures d'ascension. Depuis celui-ci, l'ascension du sommet et retour au camp nécessite au moins 4 heures.
Depuis le pic, des sentiers existent pour redescendre vers la périphérie nord-est de Téhéran, ou éventuellement pour suivre une ligne de crêtes et de pics vers l'ouest et le pic de Tochal.
Les flancs de la montagne sont peuplés de moutons, rongeurs, rapaces, et même quelques pigeons égarés jusqu'à 3 000 m. L'approche du camp des montagnards est agréable, ayant été aménagée entre deux rus et bordés souvent des deux côtés par une haie de feuillus. Au-dessus de 2 600 m, la végétation se limite à des herbes et fourrés d'altitude, ne dépassant pas une dizaine de centimètres de haut.
Au sommet, la pression atmosphérique est en moyenne de 0,7 atm.